# Centaure (mitologia)

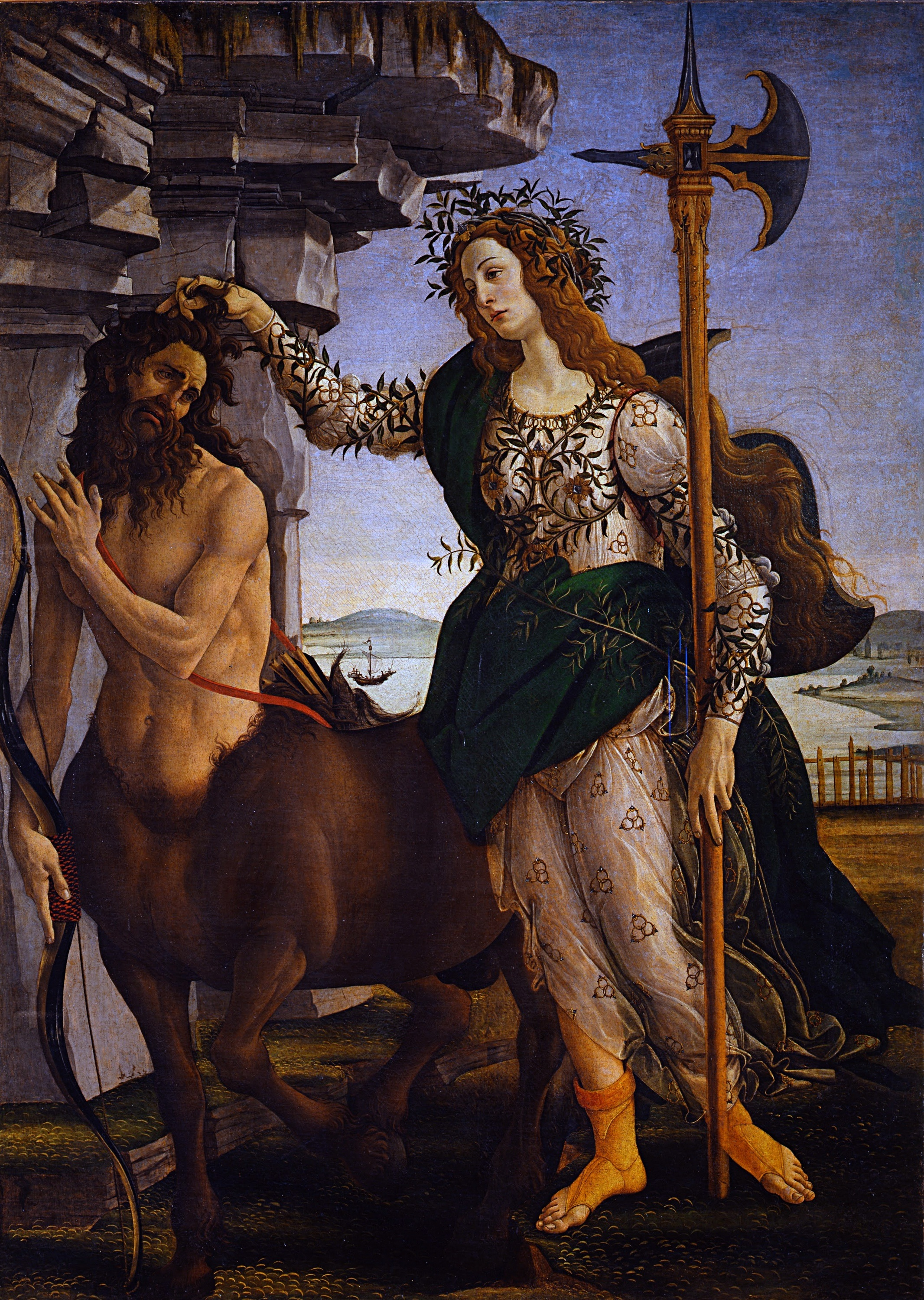
Un centaure i la deessa Atena, segons Sandro Botticelli

En la mitologia grega, els centaures (en grec antic Κένταυρος Kentauros, plural Κένταυροι Kentauroi) eren unes criatures meitat home, meitat cavall. La tradició els fa fills d'Ixíon i d'un núvol al qual Zeus havia donat la forma d'Hera o de la nimfa Nèfele (o bé d'Apol·lo i Estilbe). Però hi ha dos centaures que tenien un origen diferent, Quiró i Folos, i diferents en caràcter als altres. Quiró va néixer dels amors de Fílira i Cronos, i va ser el més savi i just de tots els centaures. Folos era fill de Silè i d'una nimfa dels freixes (una melíade). Quiró i Folos no tenen la naturalesa salvatge dels seus congèneres, són hospitalaris, estimen els humans i no utilitzen la violència.

## Etimologia
La paraula grega kentauros es considera generalment d'origen obscur. L’etimologia de ken + tauros, 'toro perforador', va ser un suggeriment euvemerista al text racionalitzador de Palèfat sobre la mitologia grega, Sobre contes increïbles (Περὶ ἀπίστων), que incloïa arquers muntats d'un poble anomenat Nèfele eliminant un ramat de toros que eren el flagell del regne d'Ixió. Una altra possible etimologia relacionada pot ser mata-bous.

## Mitologia

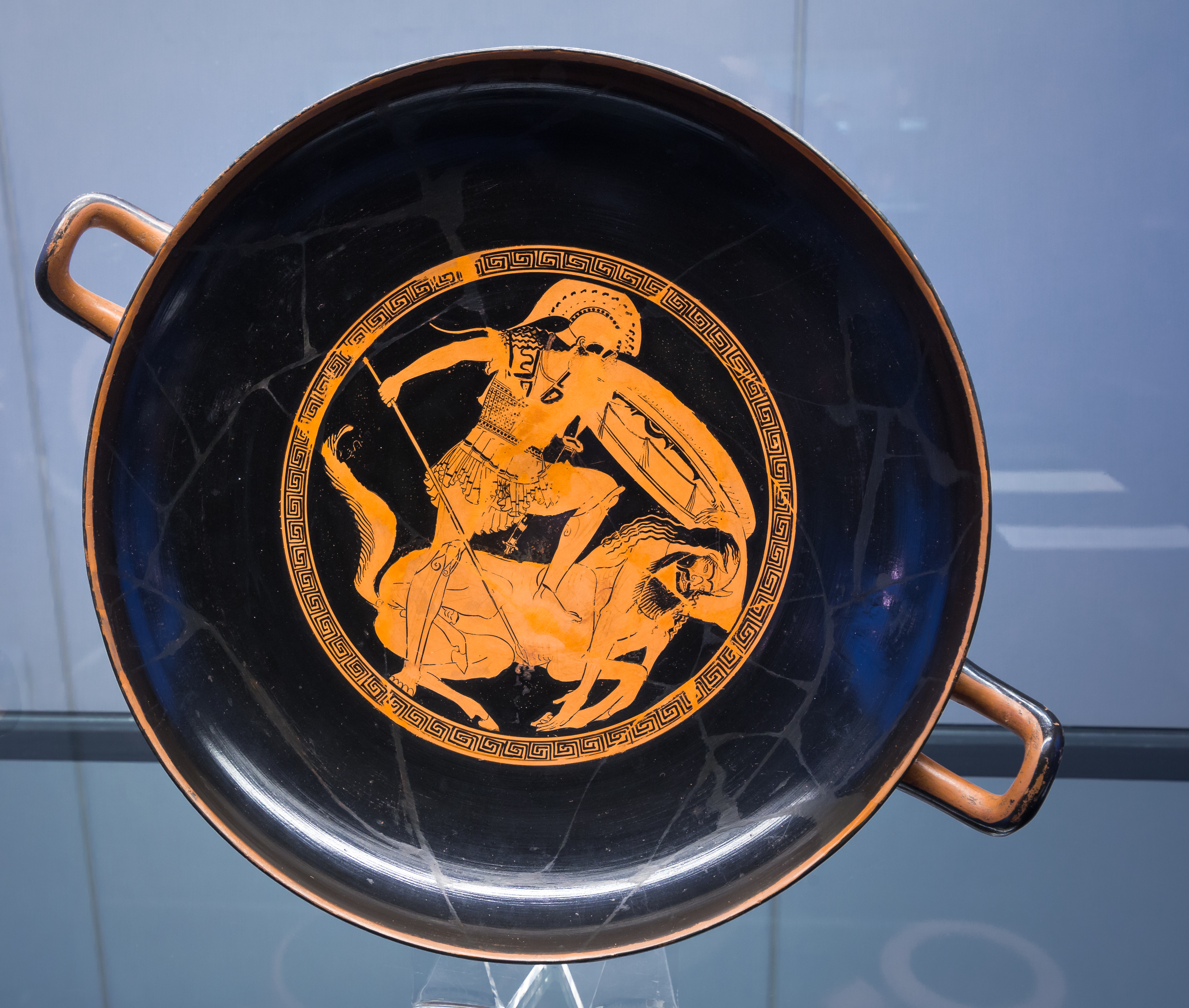
Centauromaquia, Tondo d'un cílix (copa per beure) de tàpia àtica de figures vermelles, c. 480 aC

### Creació de centaures
Es deia habitualment que els centaures havien nascut d’Ixíon i Nèfele. Segons la història, Nèfele era un núvol fet a semblança d’Hera en un complot per enganyar Ixió perquè revelés a Zeus la seva luxúria per Hera. Ixió va seduir Nèfele i d'aquesta relació es van crear els centaures. Una altra versió, però, els considera fills de Centaure, un home que es va aparellar amb les eugues de Magnèsia. Centaure era o bé fill d'Ixió i Nèfele (inserint una generació addicional) o bé d’Apol·lo i la nimfa Estilbe. En la darrera versió de la història, el germà bessó de Centaure era Làpites, avantpassat dels làpites.
Es deia que una altra tribu de centaures vivia a Xipre. Segons Nonnus, els centaures xipriotes van ser engendrats per Zeus, qui, frustrat després que Afrodita l'hagués eludit, va vessar la seva llavor a terra. A diferència dels de la Grècia continental, els centaures xipriotes tenien banyes de bou.
També hi havia els Pheres lamians, dotze dèmons (esperits) rústics del riu Lamos. Zeus els va posar per protegir el nadó Dionís, protegint-lo de les maquinacions d’Hera, però la deessa enfurismada els va transformar en centaures amb banyes de bou sense relació amb els centaures xipriotes. El lamià Feres va acompanyar més tard Dionís en la seva campanya contra els indis.
La composició meitat humana, meitat cavall del centaure ha portat molts escriptors a tractar-los com a éssers liminals, atrapats entre les dues naturaleses que encarnen en mites contrastats; tots dos són l'encarnació de la natura indòmita, com en la seva batalla amb els làpites (els seus parents), i a l'inrevés, mestres com Quiró.

### Centauromaquia

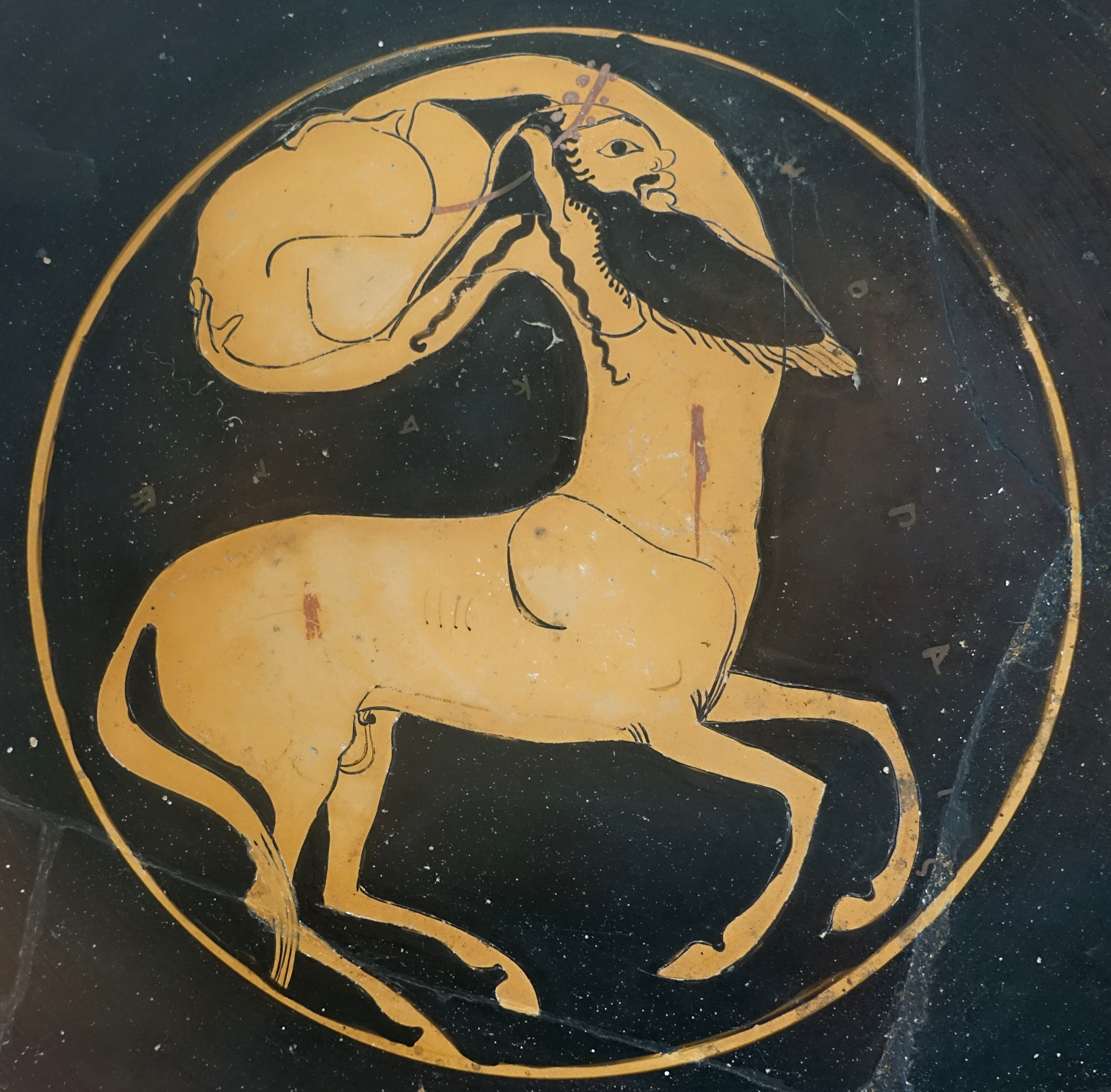
Centaure portant una roca, cílix àtic de figures vermelles, c. 510-500 aC

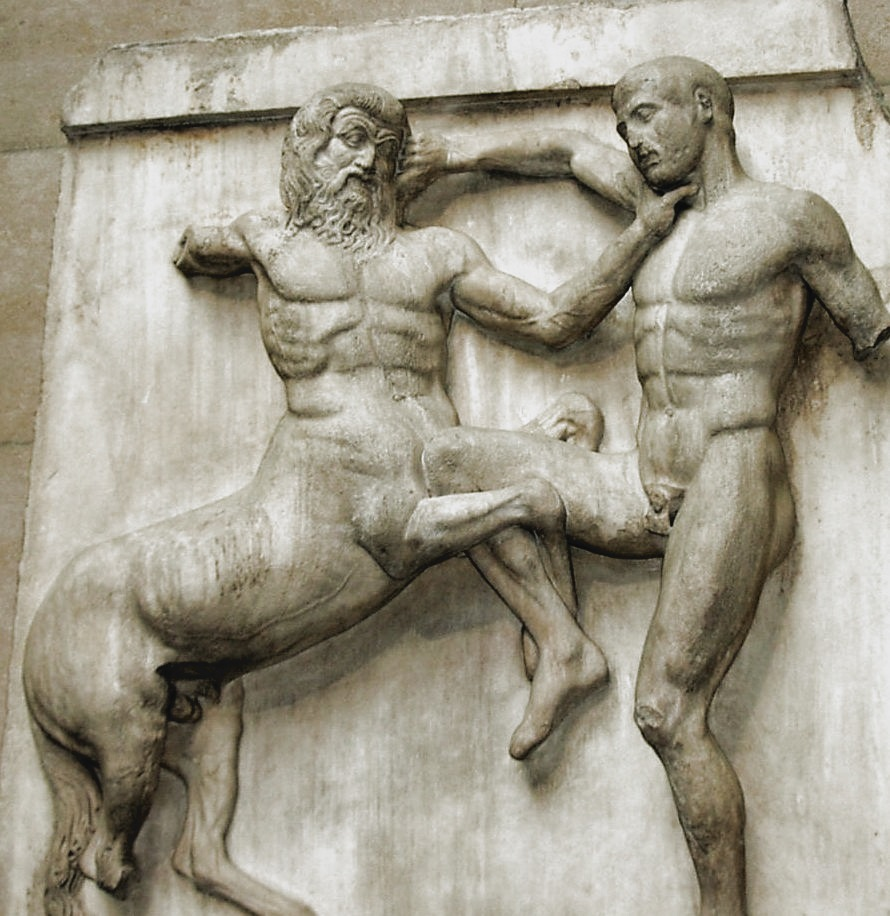
Centaure en batalla amb un làpita, a la mètopa sud 31 del Partenó, c. 447-438 aC

Els centaures són coneguts sobretot per la seva lluita contra els làpites que, segons un mite d'origen, haurien estat cosins dels centaures. La batalla, anomenada la Centauromaquia, va ser causada per l'intent dels centaures d'endur-se Hipodamia i la resta de les dones làpites el dia del seu casament amb Pirítous, que era el rei dels làpites i fill d'Ixió. Teseu, un heroi i fundador de ciutats, que casualment era present, va decantar la balança a favor dels làpites ajudant Pirítous en la batalla. Els centaures van ser expulsats o destruïts. Un altre heroi làpita, Ceneus, que era invulnerable a les armes, va ser aixafat a terra per centaures que brandaven roques i branques d'arbres. En el seu article El centaure: la seva història i significat en la cultura humana, Elizabeth Lawrence afirma que les lluites entre els centaures i els làpites tipifiquen la lluita entre la civilització i la barbàrie.
La Centauromaquia és representada més famosament a les mètopes del Partenó per Fídies i a la Batalla dels Centaures, un relleu de Miquel Àngel.

## Literatura

### Literatura clàssica
La versió de Jeroni de la Vida de Sant Antoni el Gran, escrita per Atanasi d'Alexandria sobre el monjo ermità d'Egipte, va ser àmpliament difosa a l'Edat Mitjana; relata la trobada d'Antoni amb un centaure que va desafiar el sant, però es va veure obligat a admetre que els antics déus havien estat enderrocats. L'episodi va ser sovint representat a La trobada de Sant Antoni Abat i Sant Pau Ermità, del pintor Stefano di Giovanni, conegut com a Sassetta. De les dues representacions episòdiques del viatge de l’ermità Antoni per saludar l'ermità Pau, una és la seva trobada amb la figura demoníaca d'un centaure al llarg del camí d'un bosc.
Lucreci, en el seu poema filosòfic del segle I aC De natura rerum, negava l'existència dels centaures, basant-se en les diferents taxes de creixement de l'anatomia humana i equina. Concretament, afirma que a l'edat de tres anys, els cavalls estan en la flor de la seva vida, mentre que els humans a la mateixa edat encara són poc més que nadons, cosa que fa impossibles els animals híbrids.

### Literatura medieval
Els centaures són algunes de les criatures que el poeta italià del segle XIV Dante va posar com a guardians al seu Infern. Al cant XII, Dante i el seu guia Virgili es troben amb una banda liderada per Quiró i Folos, que custodien la riba del Flegetont al setè cercle de l'Infern, un riu de sang bullent en què se submergeixen els violents contra els seus veïns, disparant fletxes a qualsevol que es mogui a un lloc menys profund que el que els ha estat assignat. Els dos poetes són tractats amb cortesia, i Nessos els guia fins a un gual. Al cant XXIV, al vuitè cercle, a Bolgia 7, una fossa on es tanquen els lladres, es troben però no conversen amb Cacus (que és un gegant a les fonts antigues), envoltat de serps i amb un drac que escupa foc a les espatlles, que arriba per castigar un pecador que acaba de maleir Déu. En el seu Purgatori, un esperit invisible a la sisena terrassa cita els centaures (els borratxos de doble pit que van lluitar contra Teseu) com a exemples del pecat de gula.

### Literatura moderna

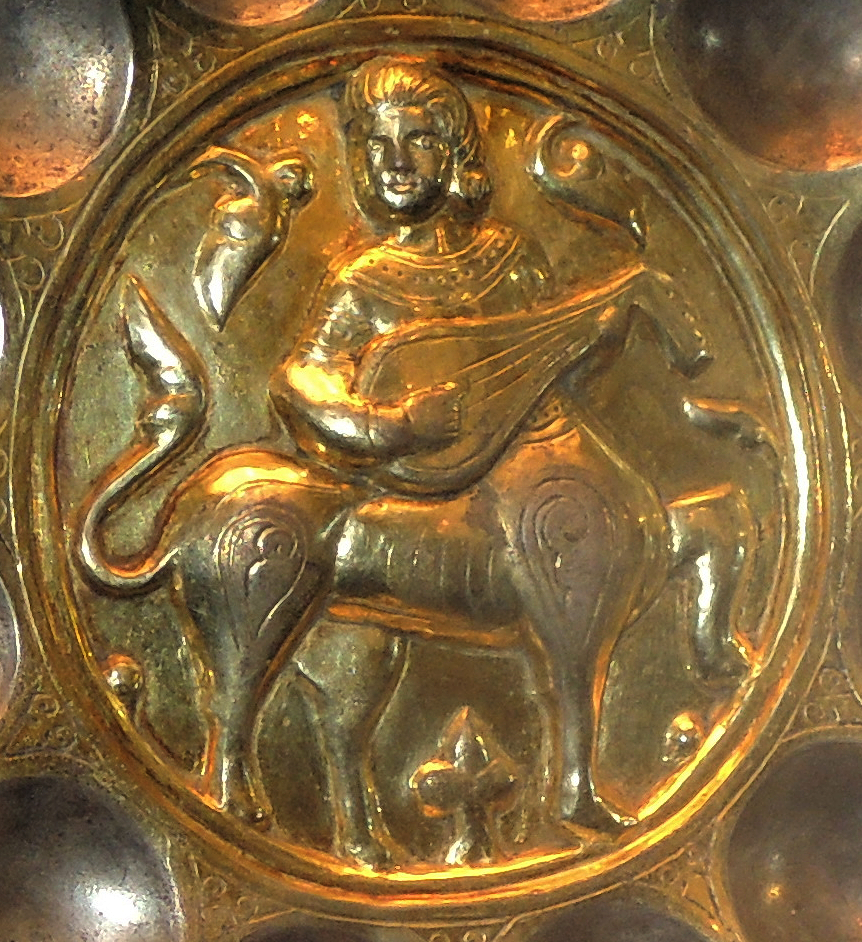
Imperi Bizantí, segles XII-XIII. Obra d'art de plata d'una copa, que representa el centaure com a músic tocant el llaüt. Col·lecció del Kremlin.

La sèrie Les cròniques de Nàrnia de C. S. Lewis retrata els centaures com a criatures sàvies i valentes, amb talent en camps com l'astronomia i la medicina. La novel·la de John Updike de 1963, El Centaure, conté nombroses referències a centaures mitològics. L'autor descriu una ciutat rural de Pennsilvània vista a través de l'òptica del mite del centaure. Un mestre d'escola local desconegut i marginat, tal com va fer el mitològic Quiró per Prometeu, va donar la seva vida pel futur del seu fill, que havia triat ser un artista independent a Nova York.
A la sèrie Harry Potter de J.K. Rowling, els centaures habiten el Bosc Prohibit, a prop de Hogwarts, i són arquers i curanders talentosos; també són coneguts per la seva habilitat en astrologia. Els centaures de Percy Jackson i els déus de l'Olimp, de Rick Riordan, són retratats com a festers desenfrenats, amb l'excepció de Quiró, que és el director principal d'activitats al centre d'entrenament de semidéus de la sèrie.
També hi havia els Pheres lamians, dotze daimones (esperits) rústics del riu Lamos. Zeus els va posar per protegir el nadó Dionís, protegint-lo de les maquinacions d’Hera, però la deessa enfurismada els va transformar en centaures amb banyes de bou sense relació amb els centaures xipriotes. El lamià Feres va acompanyar més tard Dionís en la seva campanya contra els indis.

## Els centaures

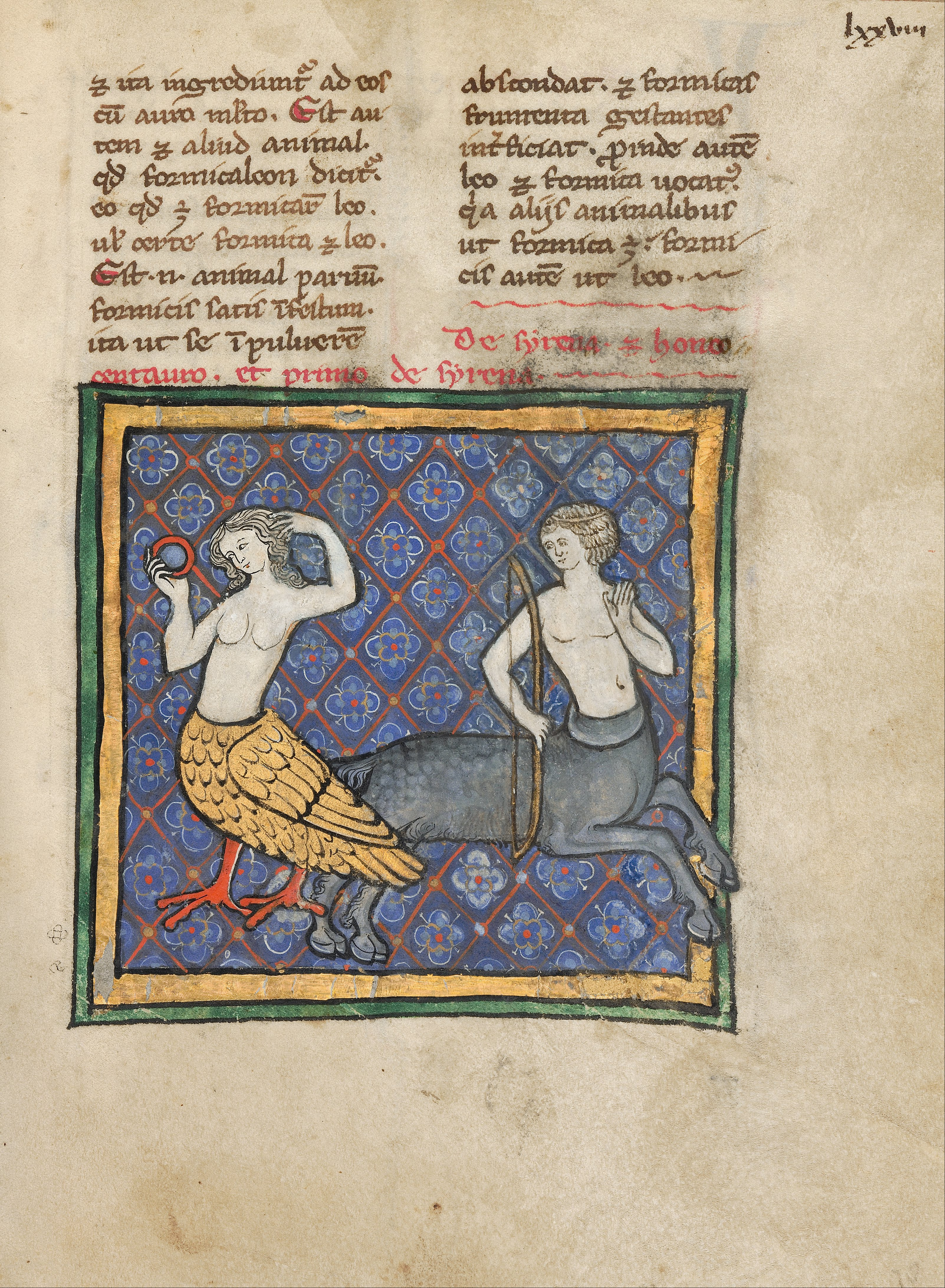
Un centaure i una sirena en una il·luminació medieval

Segons la llegenda, vivien als boscos i a les muntanyes de les regions d'Arcàdia, l'Èlide i Tessàlia. Generalment, són imaginats amb sis extremitats: quatre potes de cavall i dos braços d'home; encara que, a vegades, apareixen en les històries com homes amb cames humanes i un cos de cavall que els surt del darrere. Es diu d'ells que eren rudes i de costums brutals. Menjaven la carn crua i els excrements de porc, i s'emborratxaven fàcilment.
L'origen de la paraula centaure no està gens clar. Podria ser que provingués d'un gentilici aplicat a un poble molt primitiu (comparat amb els grecs) que vivia a les muntanyes (potser a Magnèsia). De fet, en gairebé totes les seves aparicions en la mitologia són descrits com un poble. Per exemple, quan lluiten amb Hèracles o quan són derrotats pels Làpites. La descripció habitual dels centaures és que eren meitat home, però tot i així apareixen en algunes ocasions centauresses, centaures femella que viuen amb ells a la muntanya. La més coneguda és Hilònome.
Els centaures estan implicats en moltes tradicions. Lluiten diverses vegades amb Hèracles. Aquest heroi anava a caçar el senglar d'Erimant i va arribar a casa de Folos (de vegades arriba a casa de Quiró), que el va acollir molt bé, li va servir viandes cuites, reservant per a ell la carn crua, i quan Hèracles va demanar-li vi, va dir que en tenia una gerra, però que no gosava a obrir-la perquè era propietat comú de tots els centaures. Era un regal de Dionís, que havia recomanat que el guardessin fins que tinguessin Hèracles com a hoste. Ell va dir a Folos que obrís la gerra, però ben aviat l'olor del vi va atreure els altres centaures de la muntanya, que van arribar armats amb rocs i avets per assaltar la cova de Folos. Els dos primers que van entrar, Ànquios i Agri, van ser morts per Hèracles a cops de torxa. Va perseguir els altres amb sagetes enverinades amb la sang de l'Hidra de Lerna, i els centaures no van tenir més remei que refugiar-se prop de Quiró, que havia estat expulsat de Tessàlia pels làpites i vivia a prop. Hèracles va llençar una sageta que ferí al braç a un, Èlat. Després la sageta va ferir Quiró a la cama, i Hèracles va intentar curar la ferida que involuntàriament li havia fet, però no ho va aconseguir. Quiró patia tant que va desitjar ser mortal (perquè havia nascut immortal). Prometeu va consentir en carregar el pes de la immortalitat i Quiró va morir.

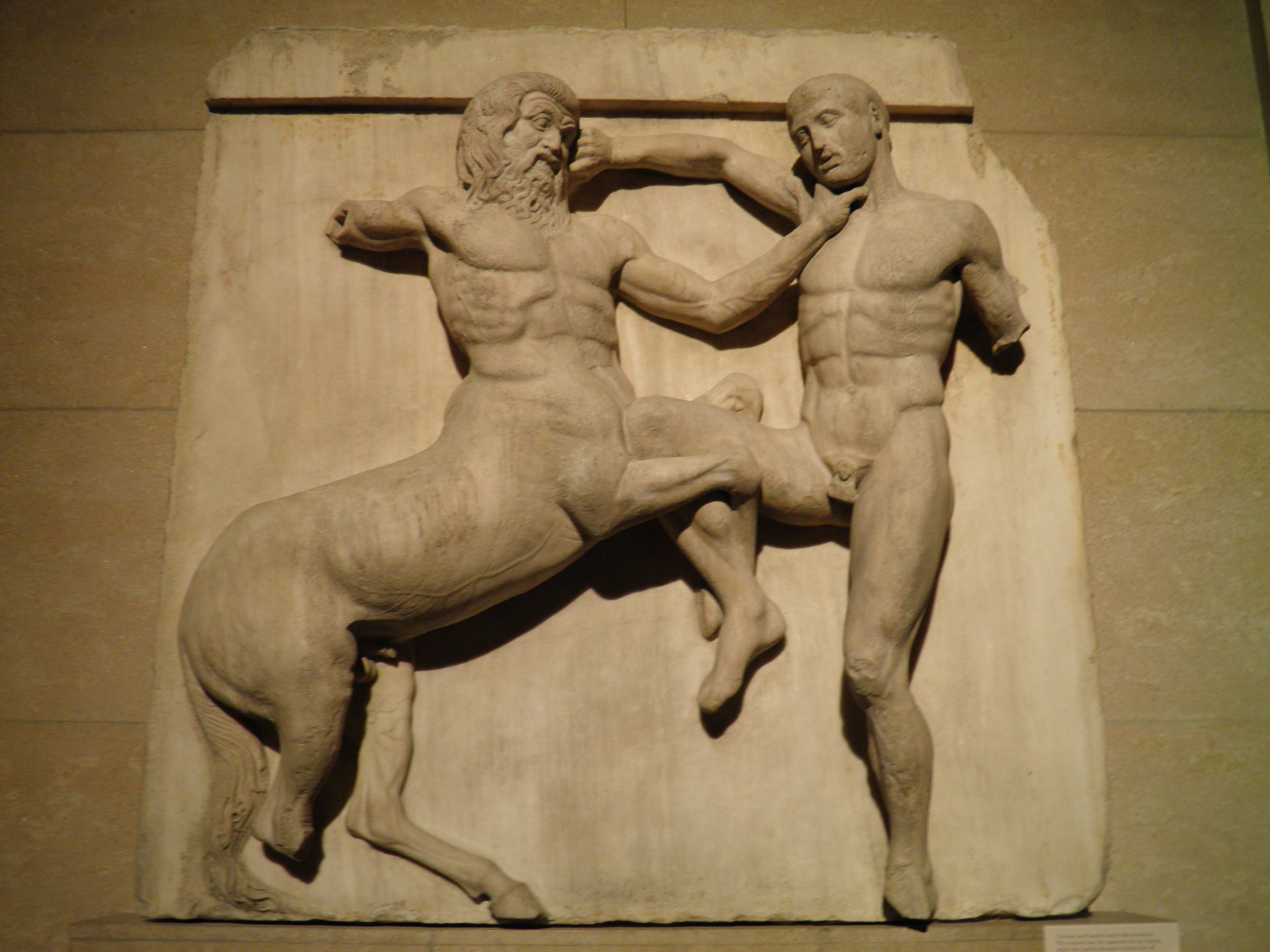
Museu Britànic Lluita entre els centaures i els làpites

Els centaures van lluitar també contra els làpites, un poble de Tessàlia governat per Pirítous, que havia convidat els centaures al seu banquet de noces, ja que eren parents. Però com que els centaures no tenien costum de beure vi es van emborratxar fàcilment. Un d'ells, Eurició, va voler raptar la núvia, Hipodàmia i va començar una batalla general amb molts morts a cada banda. Els làpites, al final, van aconseguir la victòria i van expulsar els centaures de Tessàlia. Aquesta lluita és l'escena que apareix representada en les mètopes del Partenó a Atenes (Grècia).
Alguns centaures apareixen en diverses llegendes de raptes. Eurició va intentar prendre Mnesímaca, filla de Dexamen, a Hèracles, el seu promès. Nessos, al passar el riu, va voler violar Deianira. Recos i Hileu van voler violar a Atalanta.

## Galeria

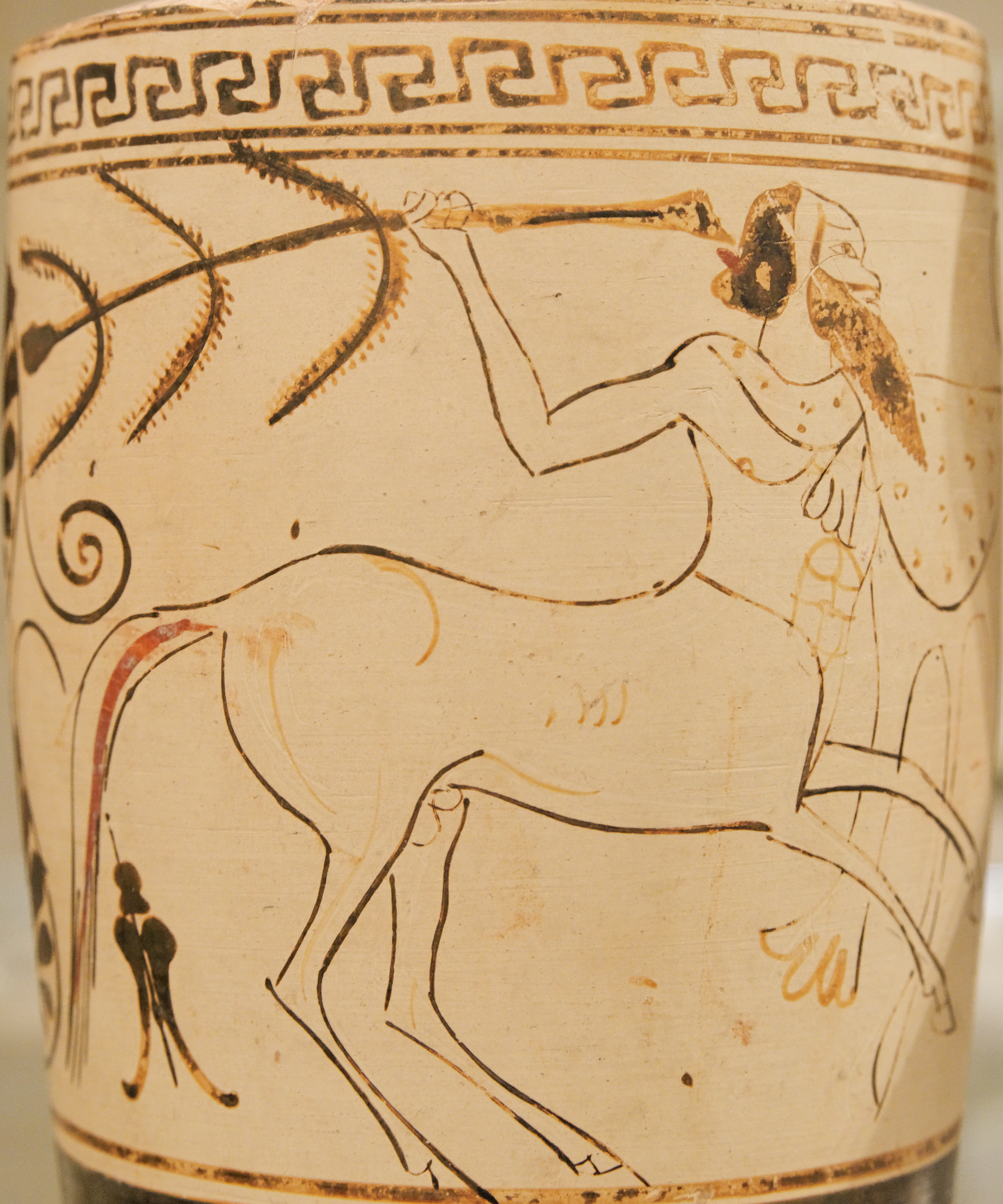
Pintor de Diosfos, lècit amb fons blanc (500 aC)
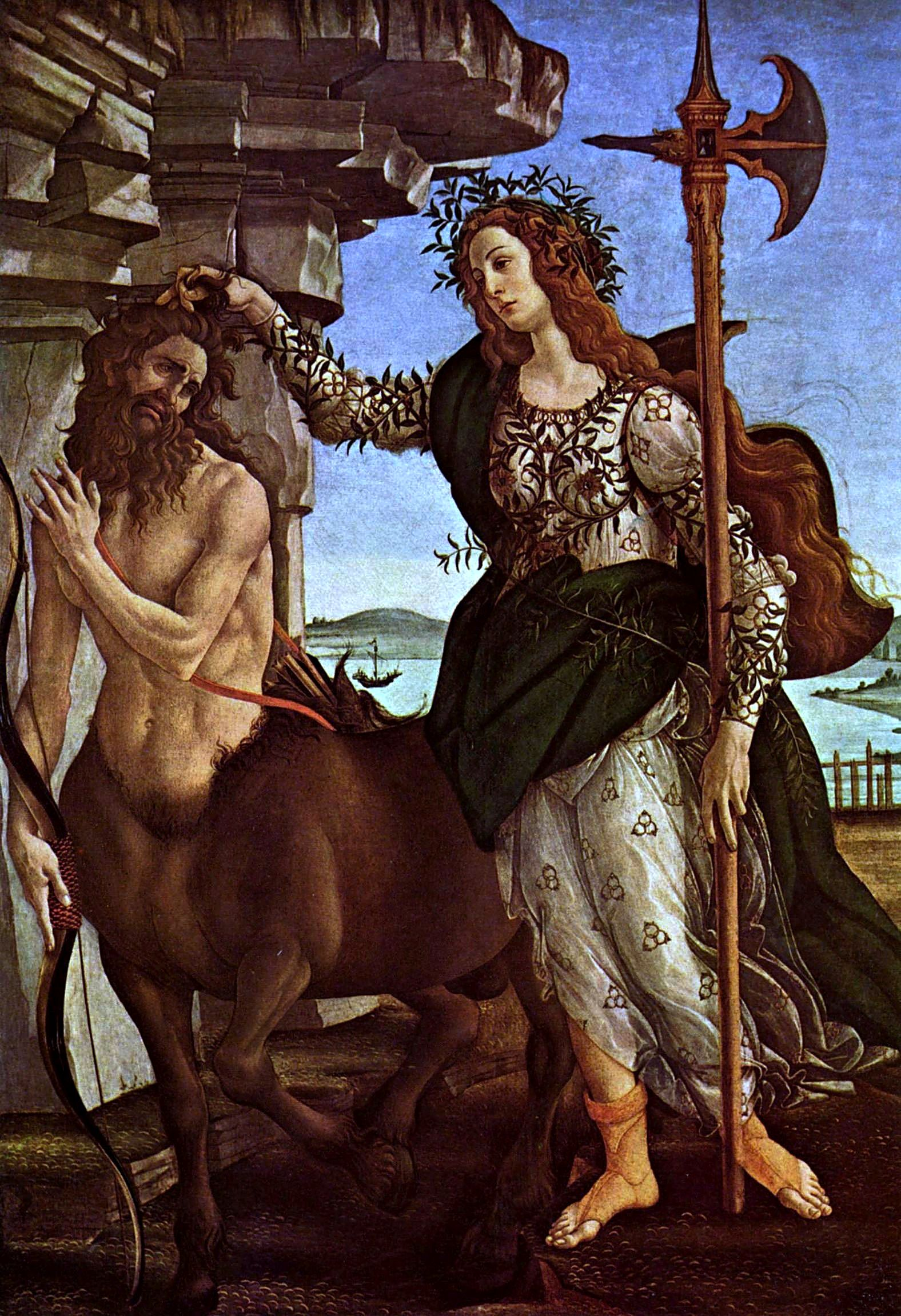
Botticelli, Pal·las i Centaure (1482–83)
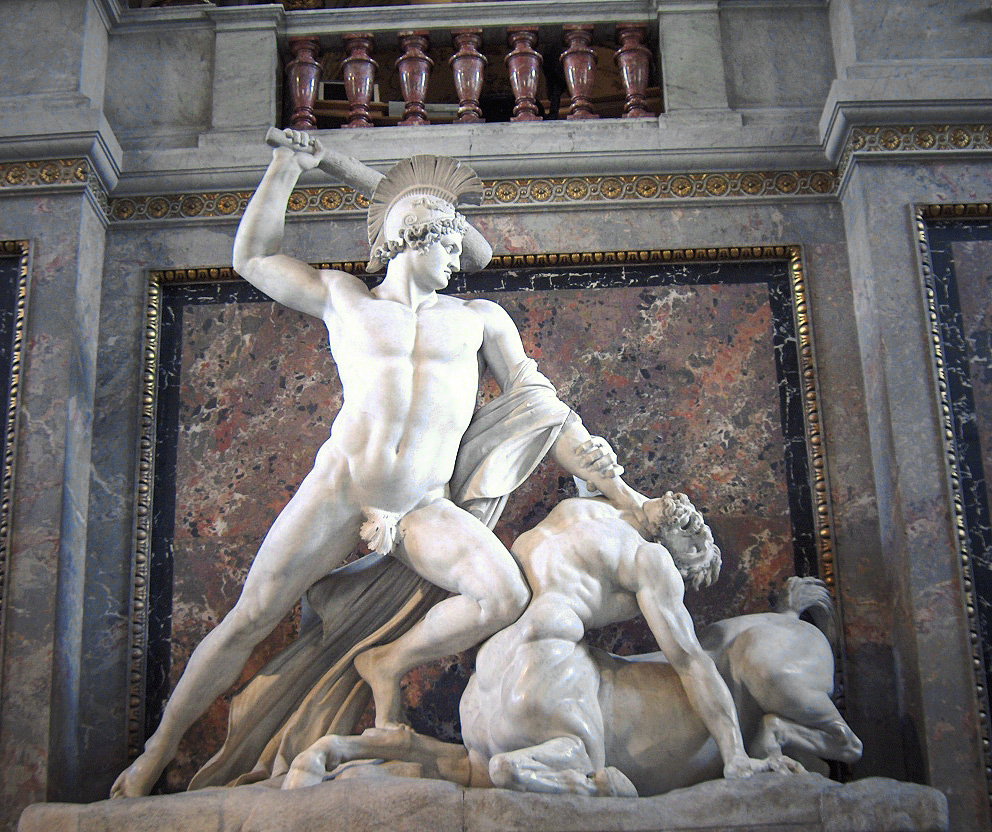
Antonio Canova, Teseu derrota el centaure (1805–1819)
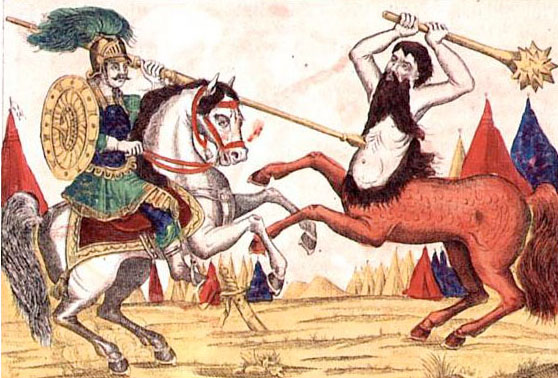
El príncep Bova lluita contra Polkan, lubok rus (1860)
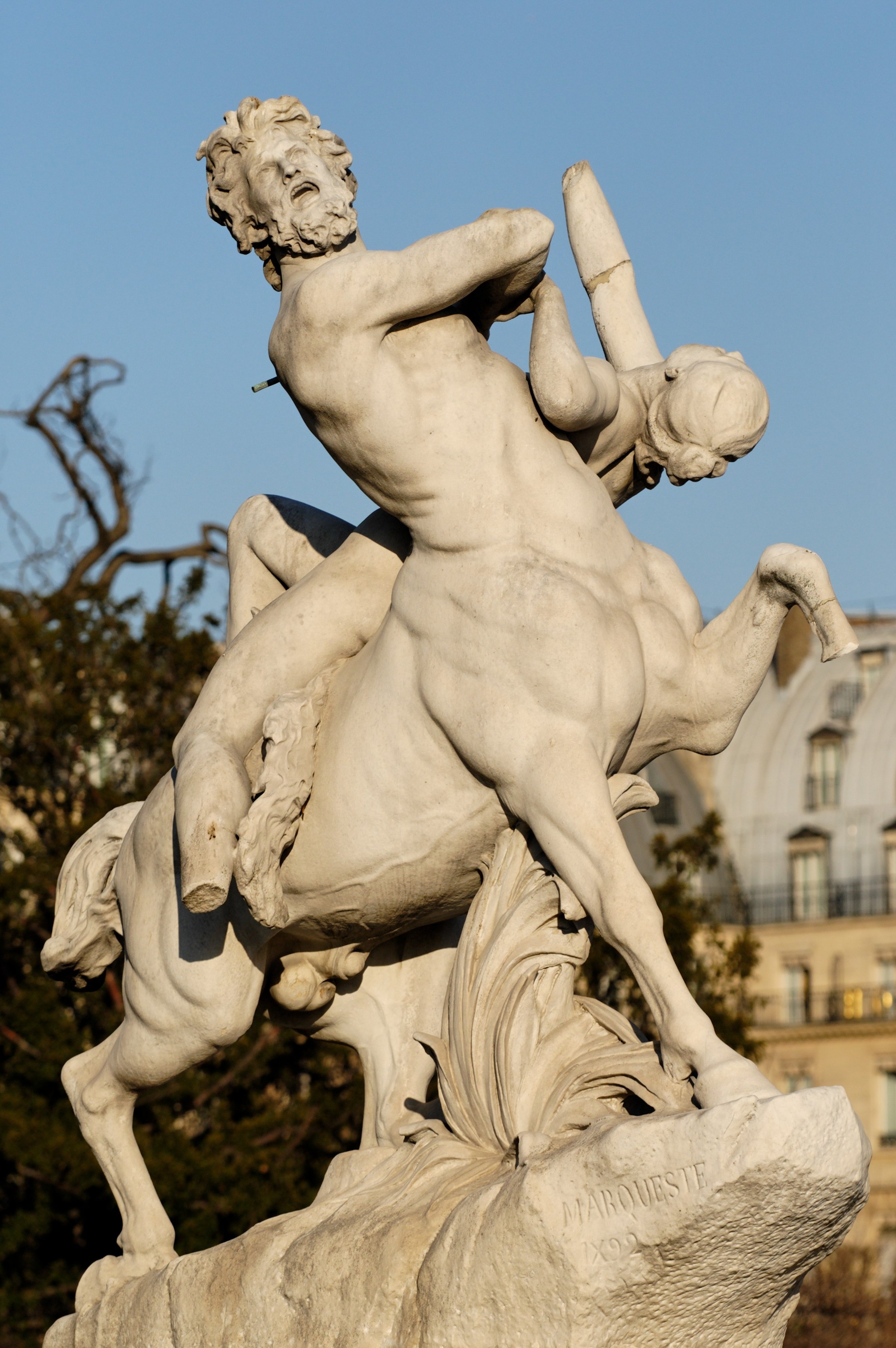
Centaure s'enduu una nimfa (1892) de Laurent Marqueste (Jardí de les Teuleries, París)
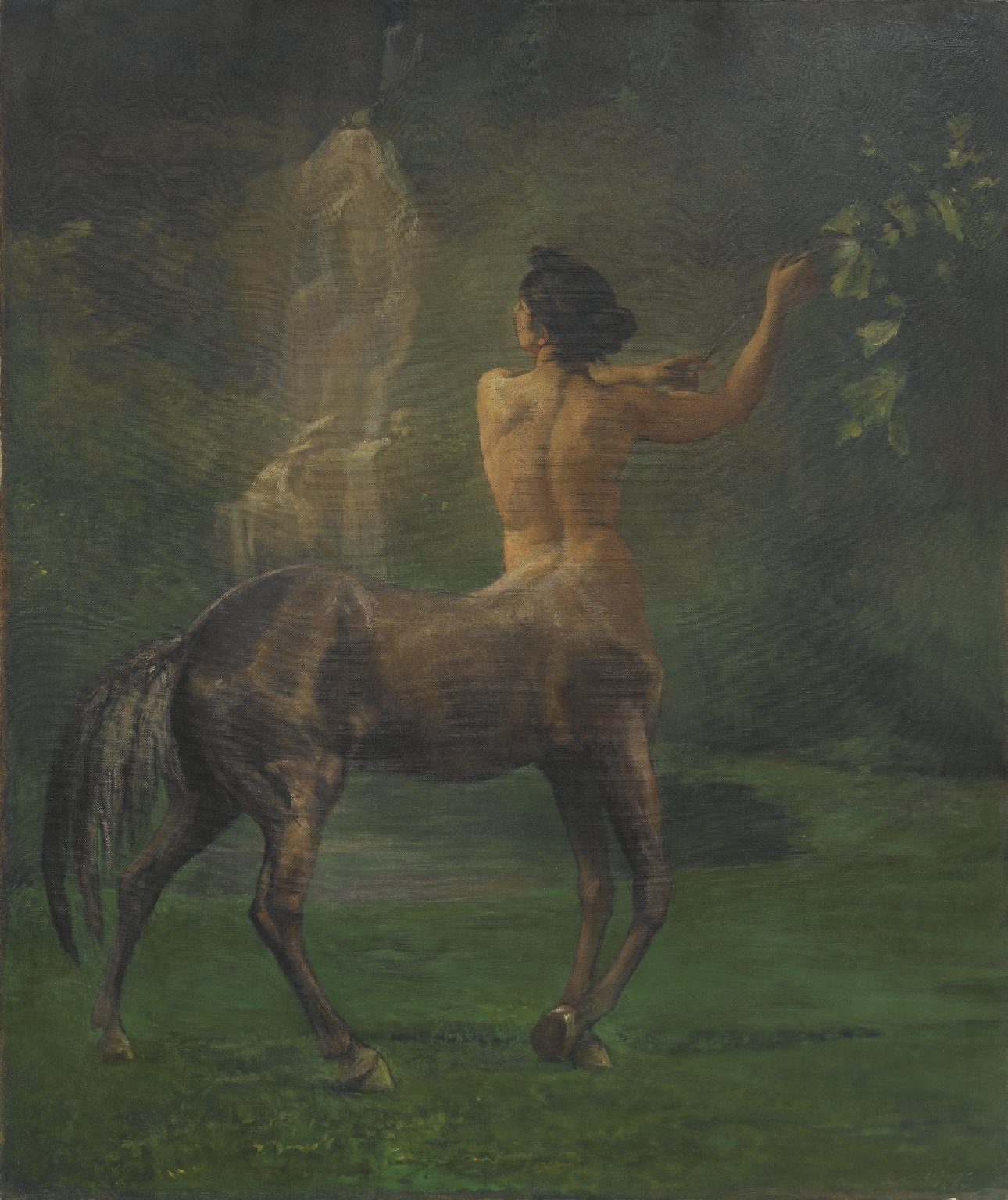
Centauressa, de John La Farge
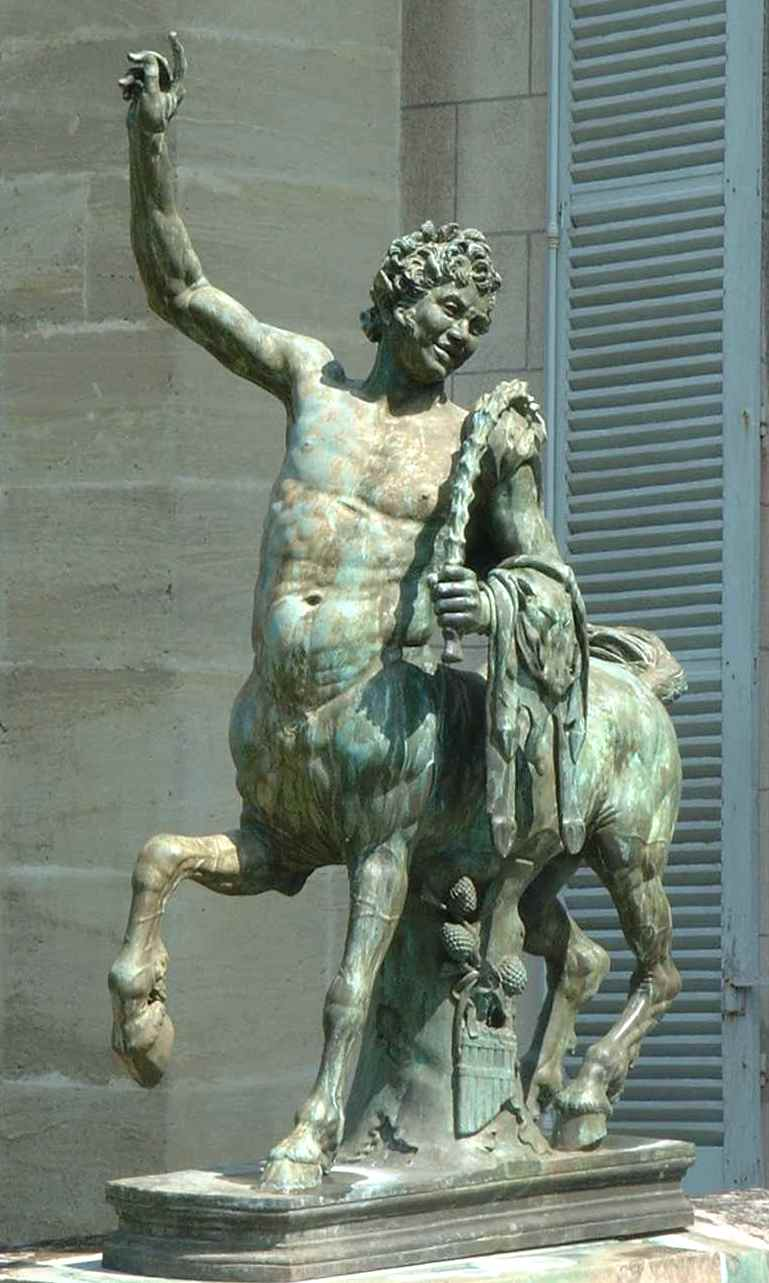
Una estàtua de bronze d'un centaure, segons els centaures Furietti
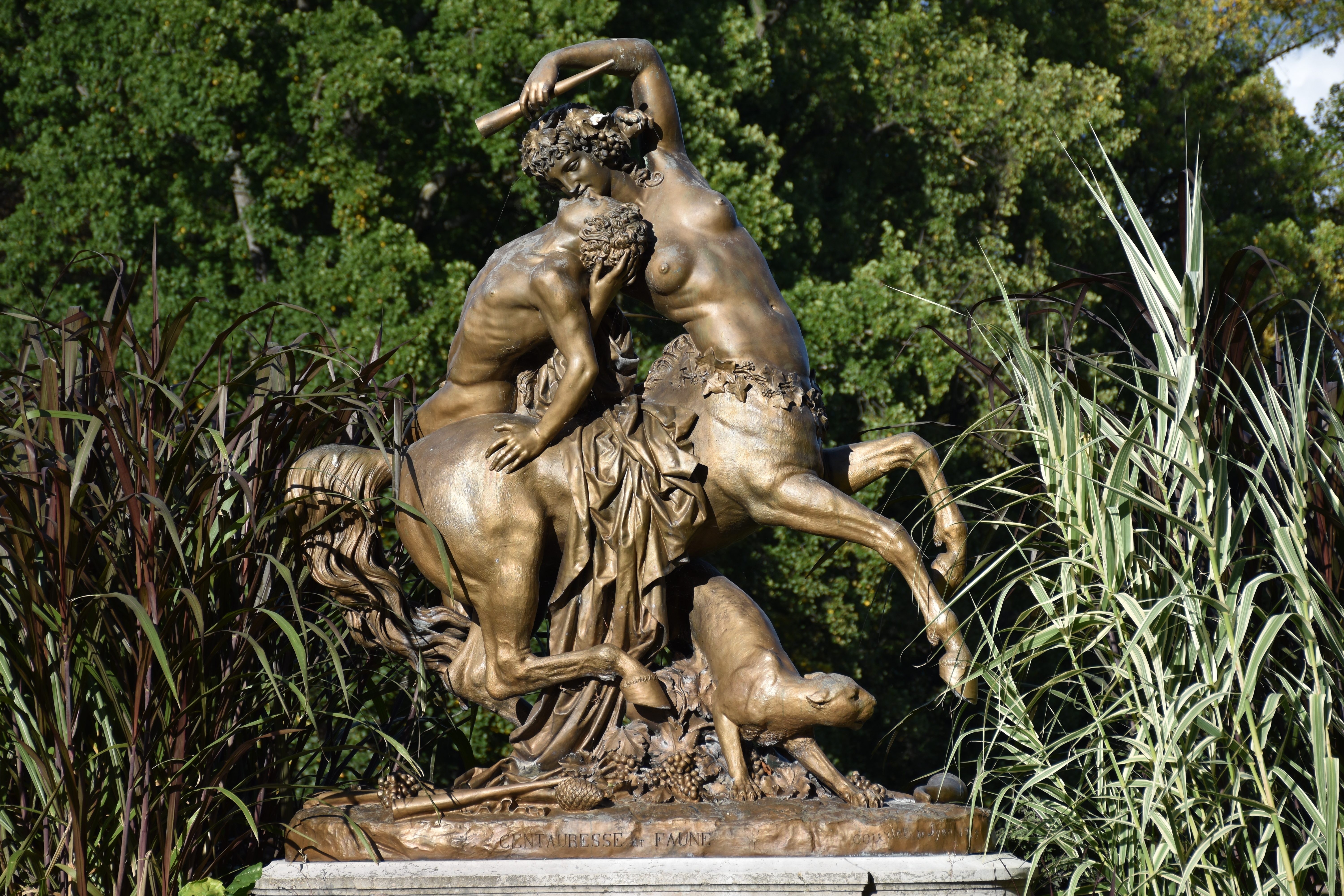
Augustin Courtet, Centauress and Faune (1849), Lió, Parc de la Tête d'or